# Dvärgalka
Dvärgalka (Aethia pusilla) är en vadarfågel inom familjen alkor, den minsta i familjen och Nordamerikas vanligaste sjöfågel. Den minskar dock i antal. Fågeln häckar i östra Sibirien och västra Alaska.

## Utseende och läte
Dvärgalkan är en mycket liten och kompakt sjöfågel, endast knappt 16 centimeter lång. I alla dräkter är den tecknad i svart och vitt, med liten näbb och karakteristiska bleka strimmor på dels skapularerna, dels undervingens täckare. I häckningsdräkt har den fläckig buk och vit strupe, medan hela buken är vit utanför häckningstid. Från det vita ögat går ett vitt streck bakåt på det mörka huvudet. Arten är tystlåten utom vid häckningskolonin där den yttrar ett gällt tjatter och raspiga drillar.

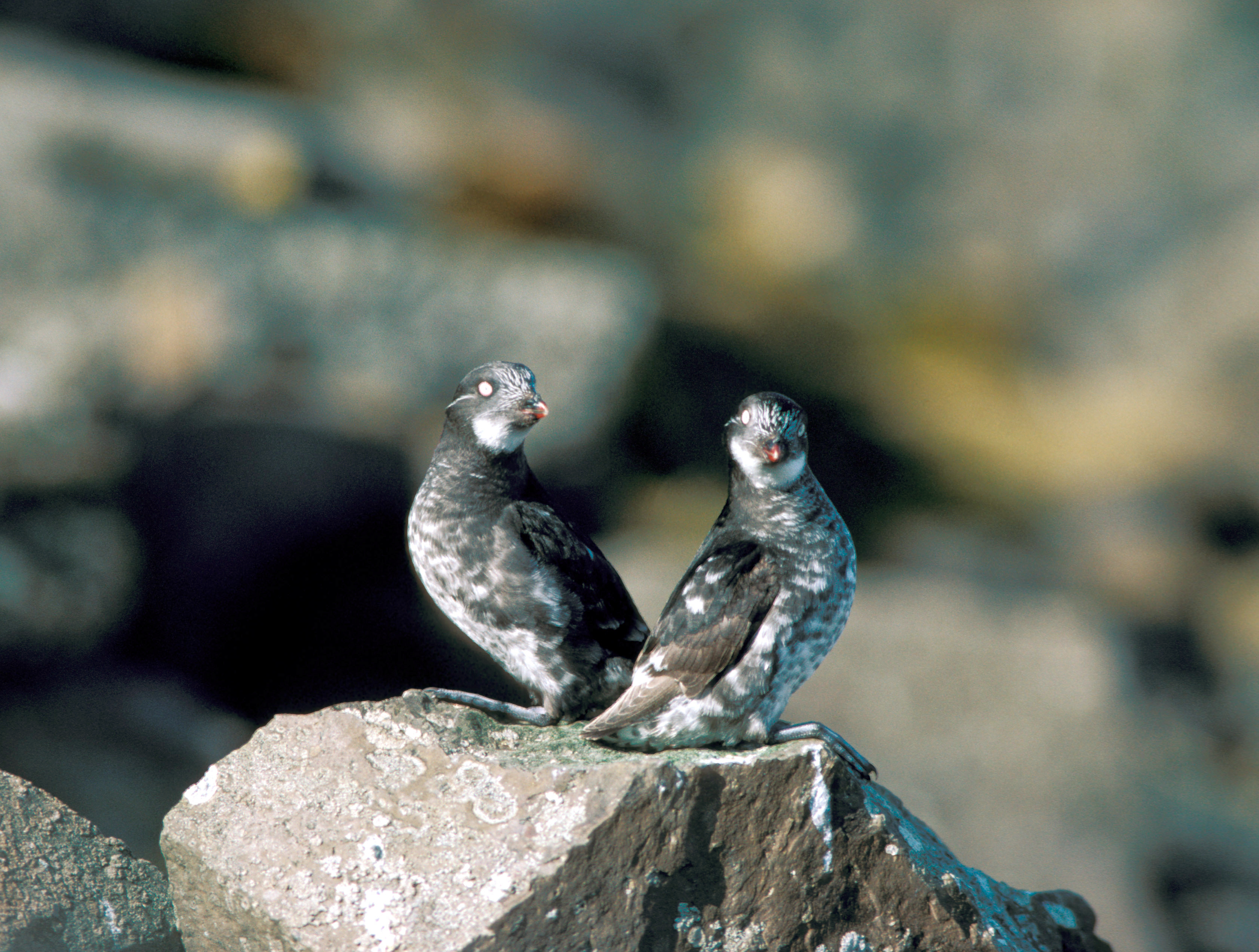
Ett dvärgalkspar i häckningsdräkt.

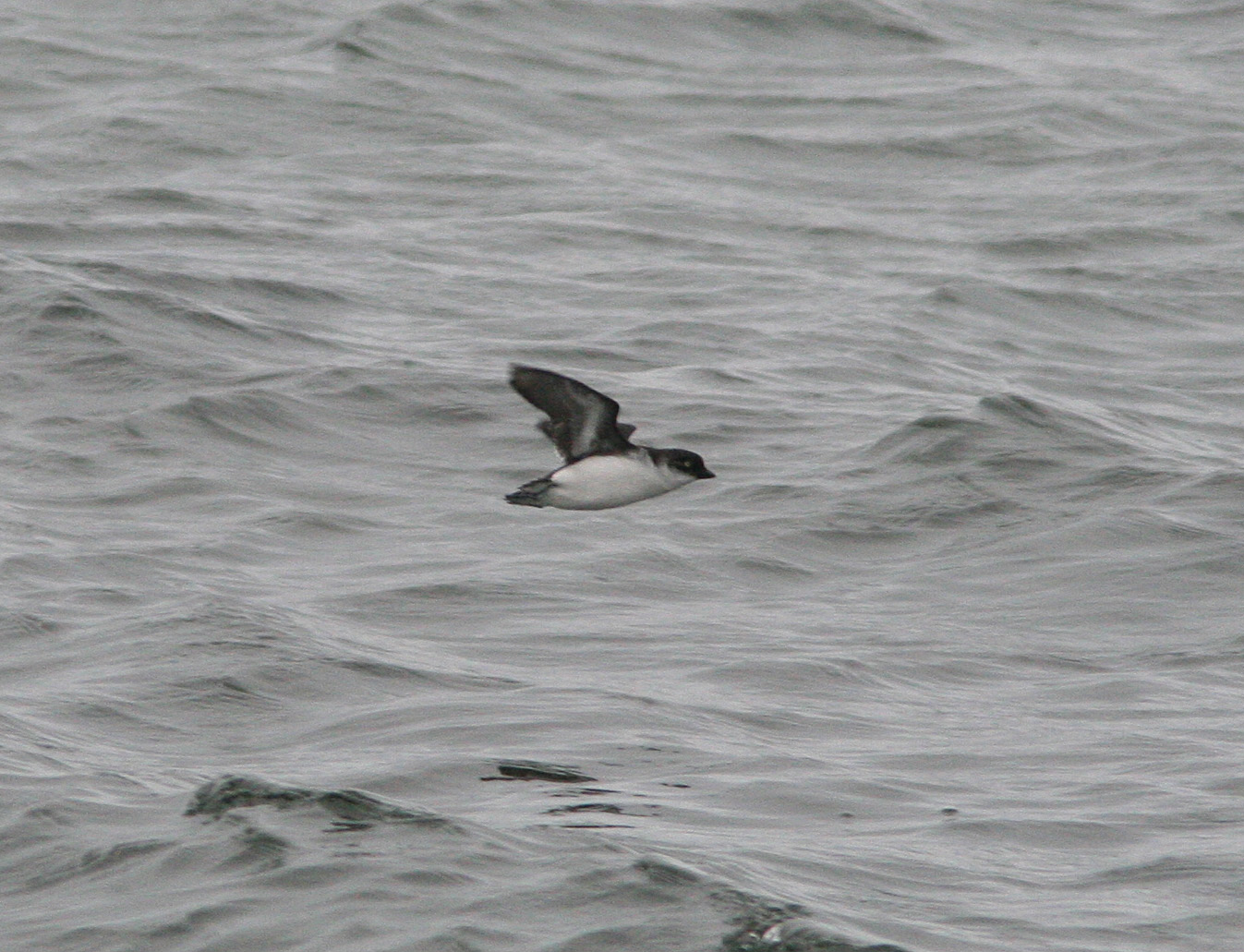
Flygande dvärgalka i vinterdräkt.

## Utbredning och systematik
Fågeln lever och häckar i östra Sibirien och västra Alaska, samt övervintrar i södra och norra Japan. De största kolonierna finns i Aleuterna samt på St. Lawrence Island och Little Diomede Island. Den behandlas som monotypisk, det vill säga att den inte delas in i några underarter.

## Levnadssätt

### Föda
Dvärgalkor lever huvudsakligen av hoppkräftor, framför allt de av släktet Neocalanus, men kan också inta exempelvis krill. Liksom alla alkor dyker de efter födan och använder vingarna för att "flyga" genom vattnet. Fågeln intar så mycket som 86% av sin egen kroppsvikt dagligen.

### Häckning
Dvärgalkan häckar i klippskrevor i stora kolonier om upp till en miljon individer, ofta tillsammans med andra alkarter. Den stora kolonin skyddar fåglarna från predatorer, men dvärgalkan kan lätt konkurreras ut av den större papegojalkan (Aethia psittacula) vad gäller boplats. Den lägger ett enda ägg som ruvas en månad av båda föräldrarna, som också hjälps åt att mata ungen, till skillnad från andra alkor med plankton och inte med fisk. Så fort ungen är flygg kan den rå för sig själv och födosöka på egen hand.

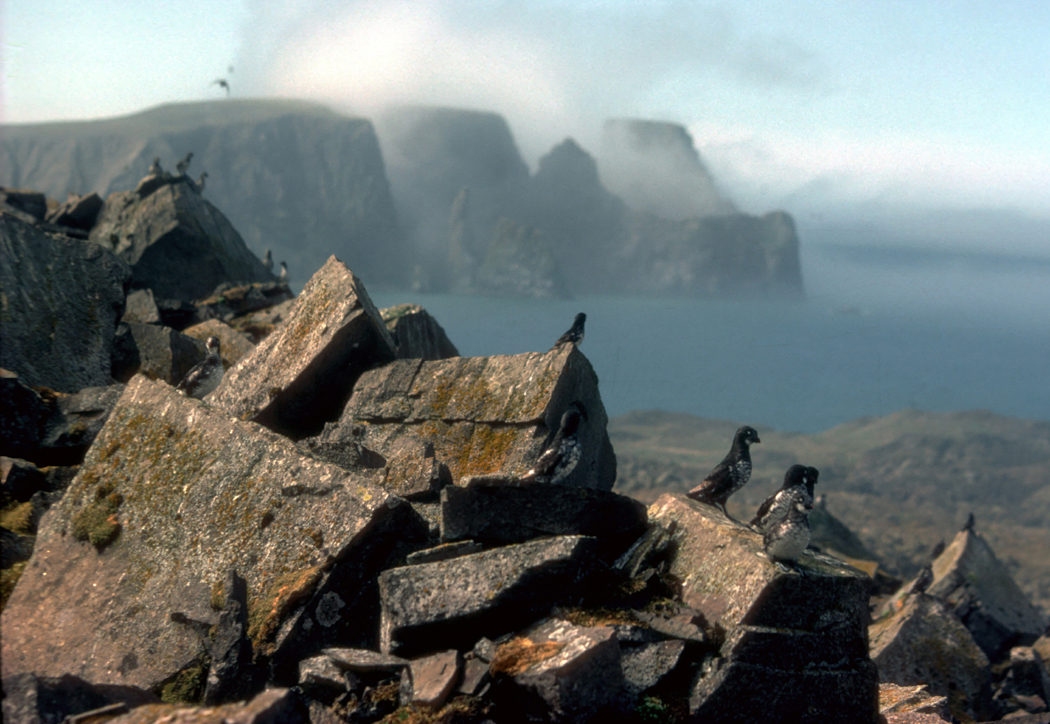
Häckningskoloni på St. Matthews Island.

## Status och hot
Arten har ett stort utbredningsområde och en mycket stor världspopulation på 20 miljoner vuxna individer. Den tros dock minska i antal, till följd av predation från invasiva arter, störningar från människan samt miljöförstöring. Den minskar inte tillräckligt kraftigt för att den ska betraktas som hotad. Internationella naturvårdsunionen IUCN kategoriserar därför arten som livskraftig (LC).

## Namn
Dvärgalkans vetenskapliga artnamn pusilla är latin och betyder "mycket liten".